# Fernão
Fernão est une municipalité brésilienne de l'État de São Paulo et la Microrégion de Marília.